# Алексей Широв
Алексей Широв (на лат. Aleksejs Širovs) е съветски и латвийски шахматист, който от 1996 г. се състезава за Испания. Той е международен гросмайстор от 1992 г. През януари 2008 г. достига рекордния си коефициент ЕЛО 2755 и 7 място в света. През февруари 2013 г. с ЕЛО 2709 е на 33-то място в света. Широв се подвизава също като шахматен автор. Женен е за латвийска шахматистка.

## Турнирни победи
- 1991 – Бил
- 1993 – Мюнхен
- 1997 – Мадрид (заедно с Веселин Топалов)
- 1998 – Монте Карло
- 2000 – Мерида
- 2004 – Талин, Сараево (на турнира „Босна“)
- 2005 – Талин

## Участия на шахматни олимпиади
Има общо седем участия на шахматни олимпиади. Изиграва 83 партии и печели 52,5 точки (35+ 13– 35=). Успеваемостта му в партиите е 63,3 процента. По време на олимпиадите се провежда партия между Широв и български шахматист. Това се случва на олимпиадата в Манила (1992), където испанският шахматист губи от Кирил Георгиев.
| Година | Организатор | Отбор   | Класиране (отборно) | Дъска |
| 1992   | Манила      | Латвия  | 5                   | Първа |
| 1994   | Москва      | Латвия  | 19                  | Първа |
| 1996   | Ереван      | Испания | 6                   | Първа |
| 1998   | Елиста      | Испания | 29                  | Първа |
| 2000   | Истанбул    | Испания | 23                  | Първа |
| 2004   | Калвия      | Испания | 10                  | Първа |
| 2006   | Торино      | Испания | 10                  | Първа |

## Участия на европейски отборни първенства
Широв участва на четири европейски отборни първенства. Изиграва 33 партии и печели 20,5 точки
(14+ 6- 13=). Успеваемостта му е 62,1 процента. На шампионата в Пловдив играе срещу двата български отбора. Постига победа срещу Петър Генов от втория отбор на България и равенство срещу Александър Делчев от първия. Носител на златен индивидуален медал от първенството в Батуми, Грузия.
| Година | Организатор | Отбор   | Класиране (отборно) | Дъска |
| 1999   | Батуми      | Испания | 15                  | Първа |
| 2001   | Леон        | Испания | 7                   | Първа |
| 2003   | Пловдив     | Испания | 7                   | Първа |
| 2007   | Ираклион    | Испания | 11                  | Първа |